# Vida y época de Michael K
Vida y época de Michael K (Life & Times of Michael K) es una novela de 1983 del autor sudafricano y ganador del Premio Nobel de LIteratura J. M. Coetzee. En el mismo año fue galardonado con el Premio Booker y en 1984 con el Premio Literario CNA. La novela describe una Sudáfrica futura fuertemente ficticia, en un estado de guerra civil desde una perspectiva anterior al fin del apartheid, y es uno de los textos más leídos de Coetzee. El personaje principal es el taciturno jardinero Michael K, descrito como mentalmente simple, que quiere llevar a su madre en un carro de mano a través del caos de la guerra hasta la granja donde nació. En el transcurso de la historia, la madre muere, lo que no impide que Michael K continúe el viaje con sus cenizas. El texto cambia varias veces la perspectiva narrativa. Vida y época de Michael K trata cuestiones como las relaciones de poder, resistencia política e individualidad y es rico en referencias a otros textos. El lenguaje, la comunicación y la comprensión interpersonal también son temas centrales. La novela fue recibida en la mayor parte de los casos positivamente por la crítica, y una gran cantidad de investigaciones literarias se ocupan de ella. 

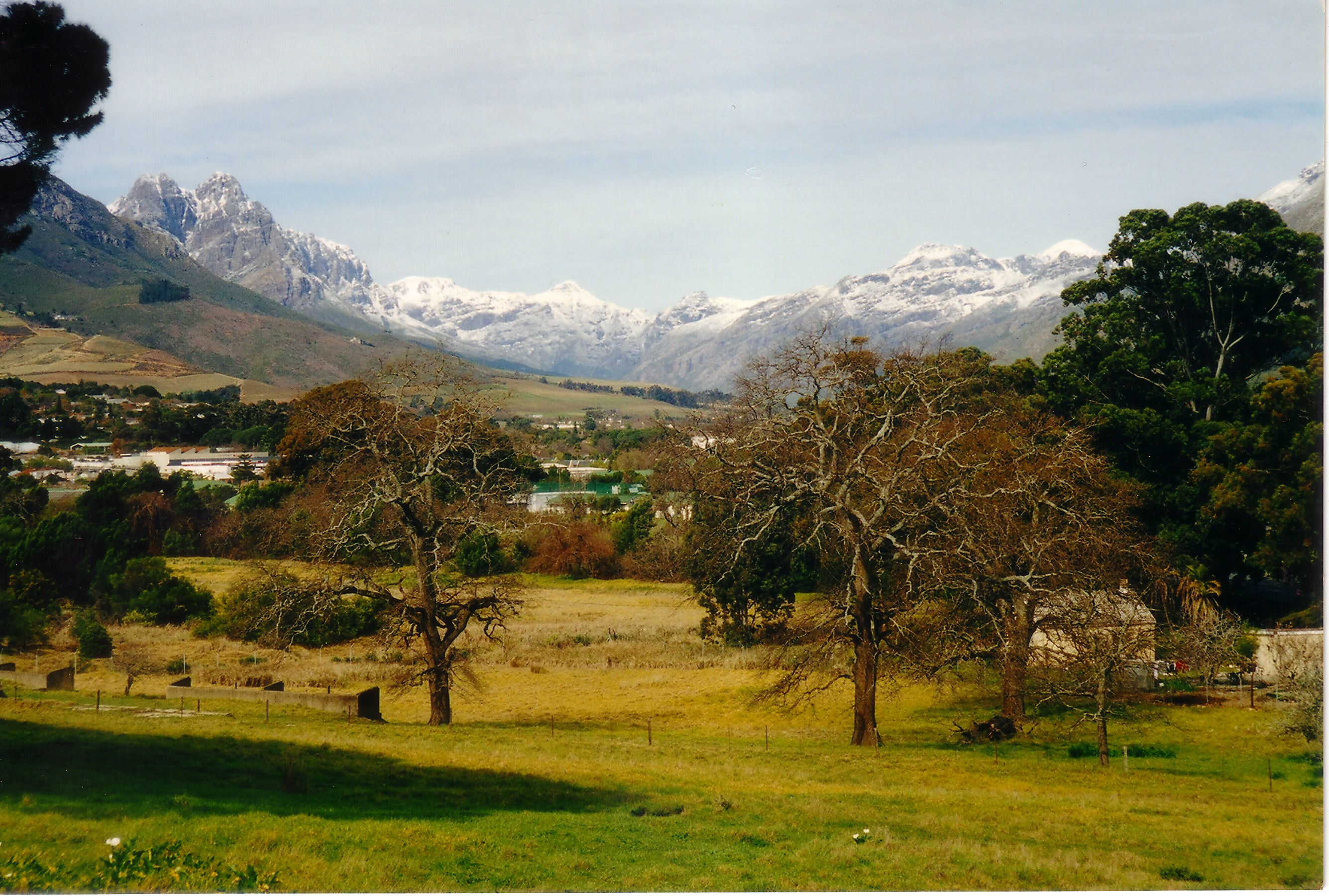
Paisaje cerca de Stellenbosch en la Provincia Occidental del Cabo por el que Michael K arrastra a su madre en la novela

### Ambientación
La novela tiene lugar, en parte, en regiones reales de Sudáfrica. Publicada once años antes del fin del apartheid, describe un escenario futuro en el que persiste la segregación racial y reina una guerra civil. Sin embargo, no está claro quiénes son exactamente las partes en el conflicto. Tampoco se dan los tiempos exactos, sin embargo, se puede deducir de las descripciones de los logros técnicos, que corresponden consistentemente a la situación en el momento de la publicación de la novela, que el futuro no está muy lejos. También hay algunas alusiones a eventos pasados en Sudáfrica, como el levantamiento de Soweto de 1976 y los disturbios posteriores. De esta manera, Coetzee proyecta los conflictos de este período y las preocupaciones y temores asociados de la población hacia el futuro.

### Trama

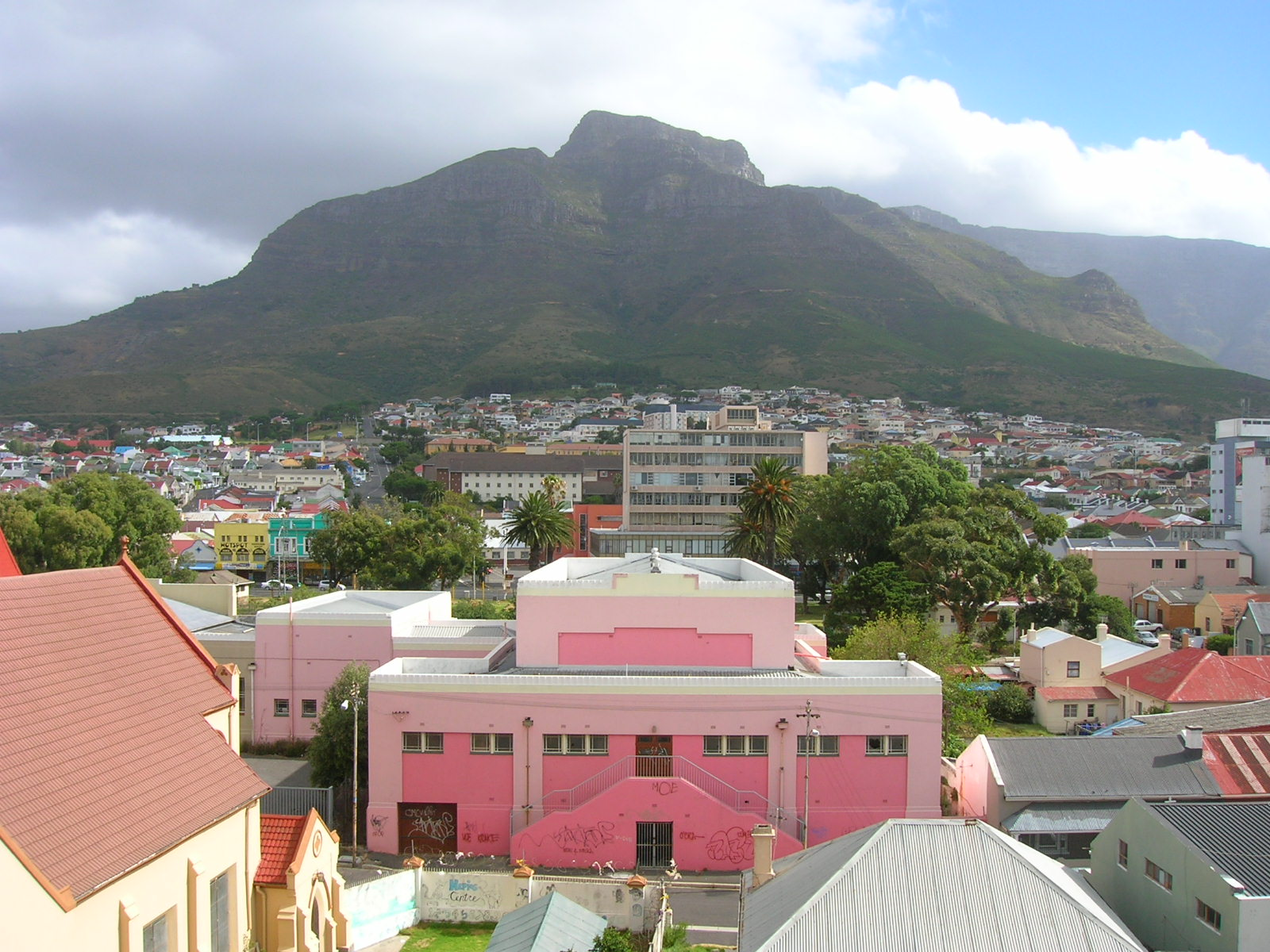
Un suburbio no especificado de Ciudad del Cabo (en la foto de Woodstock) es el punto inicial y final del viaje de Michael K

El personaje principal, Michael K, es un jardinero humilde y sin educación en los suburbios de Ciudad del Cabo, caracterizado en la primera oración de la novela por su labio leporino. Su color de piel nunca se menciona directamente en la novela, sin embargo, según las entradas en una ficha que se guarda sobre él en la estación de policía, se puede concluir indirectamente que es de color. La trama de la novela comienza con el nacimiento de K. Tiene un fuerte vínculo con su madre, una limpiadora que lo trata con desdén debido a su desfiguración física. Cuando la guerra civil se intensifica y su madre enferma gravemente, Michael K renuncia a su trabajo para llevar a su madre a su granja natal cerca de Prince Albert. Incapaz de conseguir los papeles necesarios para el viaje, transporta a su madre en un carro de mano. En el camino, ella muere en un hospital de Stellenbosch. Michael K quiere llevar sus cenizas a la granja en una bolsa de plástico, pero los funcionarios del gobierno lo atrapan en el camino y lo llevan a un campo de trabajo. Después de escapar, se esconde en una granja abandonada (no está claro si esta es realmente la granja natal de su madre) y cultiva calabazas. Desde allí, observa repetidamente a los combatientes de la resistencia que pasan y, a veces, usan su jardín. Aunque esto lo enoja, no sale de su escondite.
Después de ser capturado nuevamente por los soldados, lo envían a un campo de reasentamiento en la región del Cabo. Allí, un médico comienza a interesarse por él. Michael K se niega a comer y se enferma gravemente. El médico intenta en vano comprender la motivación detrás de su comportamiento e intenta lograr su liberación. Al final, sin embargo, Michael K logra escapar de nuevo. Vive con nómadas por un tiempo, pero luego regresa a su antiguo departamento en Ciudad del Cabo. Al final de la novela, Michael K saca agua de un pozo con una cucharilla y decide elevar esta forma de vida (recogiendo una ínfima porción tras otra) a un principio. Al mismo tiempo, se hace referencia al comienzo: el bebé Michael fue alimentado por su madre con una cucharita, porque no podía beber de un biberón debido a su labio leporino.

### Estructura
La novela se divide en tres secciones. La primera, y con mucho más larga, describe en tercera persona la historia de Michael K antes de su incorporación al campamento. Los diálogos son relativamente raros debido a su naturaleza poco comunicativa. La narración se limita en gran medida a las descripciones de la trama y algunos pensamientos de Michael K El personaje no es presentado de una manera completamente coherente: si bien muchos de sus pensamientos tienen un nivel ingenuo, a veces infantil, algunas reflexiones también alcanzan un nivel relativamente alto que se lee como contradictorio con respecto a su comportamiento habitual. Derek Attridge vio este estilo narrativo como un intento de distanciar la narración misma de Michael K: en su opinión, debe quedar claro que la narración no captura realmente la vida interior de Michael K (como se sugeriría en el estilo indirecto libre), pero siempre se mantiene una posición artificial fuera del mundo real del pensamiento.
La segunda parte de la novela describe el tiempo de Michael K en el campo de reintegración y trae consigo un cambio radical de perspectiva. Consiste en las entradas del diario del médico, escritas en primera persona, que reflejan sus intentos por comprender a Michael K No se dice nada sobre su vida interior en esta parte: el lector solo experimenta la incapacidad del médico para comprender la personalidad de Michael K El médico se dirige constantemente a él con un nombre falso, a saber, "Michaels".
La tercera y más corta parte, trata del tiempo posterior a la fuga de Michael y, al igual que la primera parte, se cuenta nuevamente en tercera persona. Sin embargo, esta vez el propio Michael K tiene la palabra: en un pasaje al final de la novela, sus propios pensamientos y su filosofía de vida se reproducen en el habla. Para Dominic Head, la estructura formal de toda la novela está diseñada para dar a esta parte una alta prioridad.

## Interpretaciones

### Título y nombre del personaje principal.

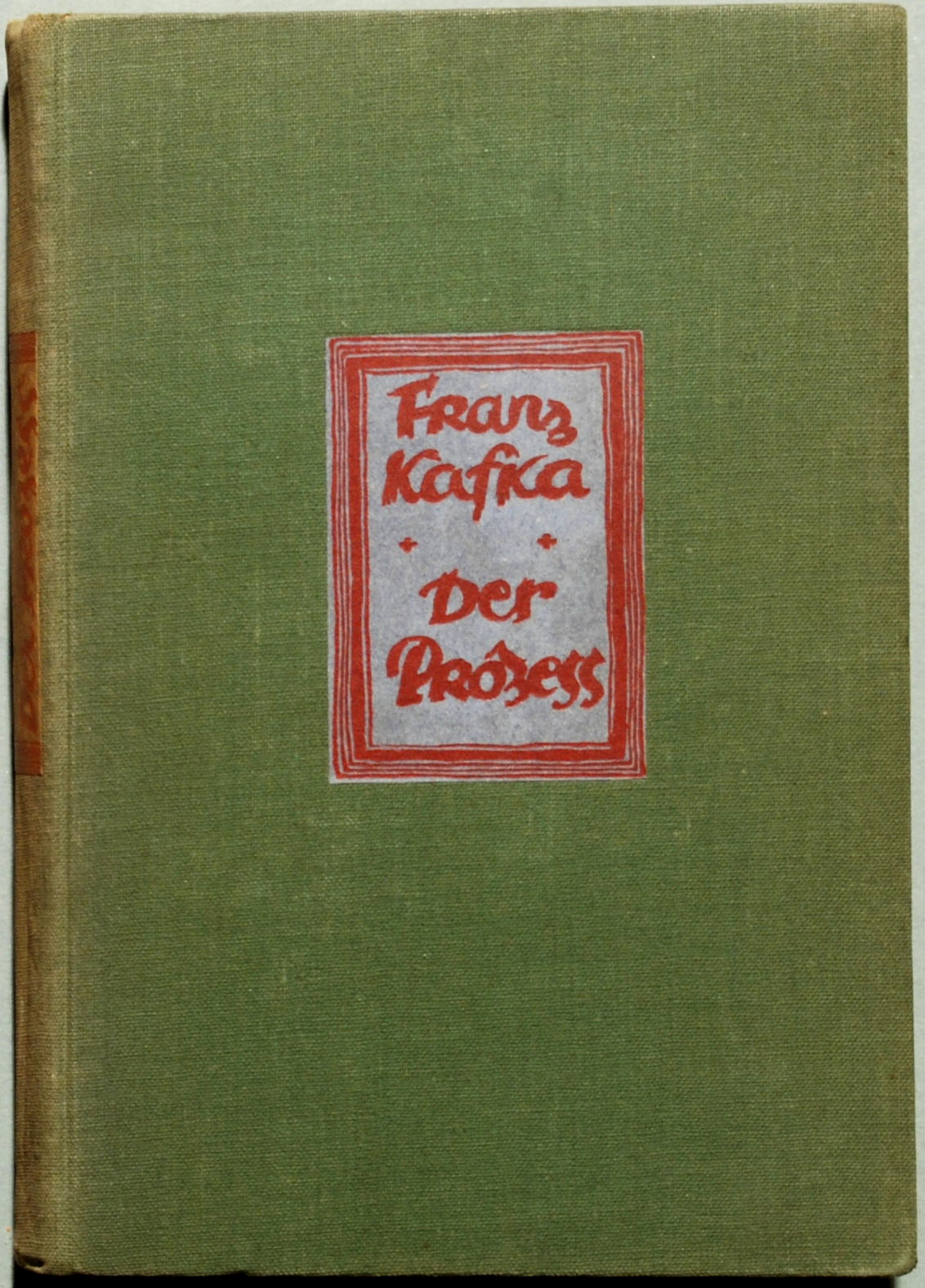
Primera edición del Proceso de Kafka, cuyo personaje principal, Josef K., suele verse como un punto de referencia para el nombre de Michael K

El título Life & Times de Michael K (en el original en inglés, a diferencia de la traducción al alemán, sin el punto abreviado ) se ha interpretado de varias maneras. Por un lado, el nombre del personaje principal hace referencia a los personajes principales de las novelas El juicio y El castillo de Franz Kafka, que comparten la inicial K con el personaje principal de Coetzee. La referencia directa de Coetzee a Kafka es prácticamente un consenso en la investigación sobre la novela. El propio Coetzee dijo que "no había monopolio sobre la letra K". El primer nombre Michael también da lugar a una lectura autobiográfica: Michael es el segundo nombre de Coetzee, al mismo tiempo, su apellido a veces aparece en variantes como "Kotze" o "Koekemor", de las cuales la K puede derivarse, como apunta Nadine Gordimer (quien, al mismo tiempo, es prácticamente la única intérprete que niega cualquier conexión con Kafka). El mismo Coetzee ha expresado repetidamente la opinión de que los elementos autobiográficos no pueden desterrarse de la literatura y que todo texto es autobiográfico hasta cierto punto. En varias de sus obras se mezclan narraciones autobiográficas con ficción, lo que ha llevado a interpretar que el nombre de Michael K es también una alusión destinada a crear confusión al respecto.
(La) vida y época de... es a su vez una fórmula utilizada en el título de biografías, novelas de aprendizaje y novelas históricas desde el siglo XVIII. y por lo tanto crea una conexión con estos géneros. Estas tradiciones generalmente tenían como objetivo retratar a un individuo en el contexto de su sociedad, en la novela de Coetzee esto se rompe irónicamente cuando el personaje principal Michael K intenta cortar toda conexión con el mundo exterior y con otras personas. Debido al tiempo ficticia en el que transcurre la novela, la época tampoco puede ser claramente especificada.

### Narrativa
La narración cambiante a lo largo de la novela plantea cuestiones directamente relacionadas con sus temas principales. Dominic Head señala que el narrador omnisciente en la primera y tercera parte de la novela es una convención del realismo literario que llama la atención sobre la medida en que la historia de Michael K es manipulada por la narrativa misma. Esta pregunta es enfatizada por la segunda parte, en la que el médico tratante hace intentos explícitos de interpretar la vida de su paciente y así apropiarse de su historia. Esto advierte al lector a ser cauteloso con esta tendencia. Aunque el narrador omnisciente hace intentos de interpretación menos obvios en las otras dos partes (y se abstiene casi por completo de emitir juicios sobre el personaje de Michael K), esta precaución también es apropiada. El casi total secretismo del protagonista, que casi nunca permite vislumbrar su mundo de pensamientos, hace este problema más difícil y para Head es también un signo tanto de su privación de derechos como al mismo tiempo de su (política) resistencia.

### La cuestión del contenido alegórico
Un motivo típico que comparte Vida y época de Michael K con muchas de las otras novelas de Coetzee es una trama que no puede asignarse históricamente con claridad. Un problema que surge de esto es si la novela debe leerse alegóricamente. El problema de la alegoría también se aborda específicamente en la novela: el médico que trata la estancia de Michael K en el campo de reintegración es una alegoría que debe ser dilucidada. Varios críticos han abordado la cuestión de si la novela en sí debe leerse como una alegoría (es decir, que implica un significado diferente al literal), incluido David Attwell, quien también le hizo directamente la pregunta a Coetzee. Sin embargo, Coetzee se negó a responder y dijo que no quería comentar su propio trabajo.
Las lecturas alegóricas han llevado a varias acusaciones contra Coetzee (ver la sección Recepción) y presentan un problema que también se aborda en varias otras obras de Coetzee. Derek Attridge se ha ocupado extensamente de esta cuestión. Llega a la conclusión de que la novela plantea conscientemente la pregunta y también la aborda en sí misma, pero en última instancia debe leerse en su significado literal y excluye deliberadamente las generalizaciones excesivas con estrategias narrativas. Un ejemplo para él es la situación narrativa, que parece sugerir una cercanía con el mundo de las ideas de Michael K, pero finalmente crea nuevamente una distancia a través de estrategias como la renuncia al habla y diversas consideraciones filosóficas, que no son atribuibles al personaje de Michael K. Las voces de Michael K y el narrador están así entretejidas y no pueden ser separadas claramente por el lector, ya que el narrador interviene en el flujo de ideas de Michael. Debido a que esto, el punto de partida narrativo no puede definirse claramente. Attridge cree que la novela debe leerse con referencia específica a la redacción de su lenguaje: las interpretaciones generalistas o alegóricas requerirían conocimiento sobre quién está realmente contando la historia, lo cual es sistemáticamente socavado.. Para Attridge, las descripciones sistemáticas de detalles aparentemente sin importancia, las consideraciones fundamentales de Michael y la descripción de experiencias físicas también centran la atención más en la redacción del lenguaje que en un posible significado alegórico.

### Clasificación política y social
El intento de clasificar políticamente la novela ha dado lugar a diversas interpretaciones. El papel de Michael como jardinero juega un papel especial. Derek Wright lo ve como un héroe del movimiento ecológico de los 80, otros intérpretes partieron más de una relación con la situación sudafricana de los 70. El cultivo de calabazas en el suelo en el que Michael había esparcido las cenizas de su madre se interpretó, por ejemplo, como la propagación de un nuevo comienzo simbólico en la sociedad o como un proceso ritual de purificación. Por otro lado, la negativa de Michael a comer en el campo de reintegración obstaculiza el cultivo de alimentos. Los enfoques poscoloniales ven aquí un acto subversivo: la negativa a volverse dependiente de los poderes gobernantes que actúan como opresores en otros lugares. Como resultado de esta interpretación, la incomprensión que el médico tratante tiene por el comportamiento de Michael fue leída como un éxito de la subversión. Otros críticos, sin embargo, se inclinan más a ver al personaje de Michael K como fundamentalmente apolítico y a interpretar su huelga de hambre precisamente como un intento de mantenerse al margen de todo discurso político e ideológico.
Michael K le explica al médico que lo trata que no participa en la guerra ("I am not in the war"). Dominic Head ve al personaje como la encarnación del retraimiento apolítico: Michael K se resiste absolutamente a cualquier tipo de clasificación social o política. El hecho de que la novela en sí ni siquiera mencione el color de la piel del personaje principal (que en realidad es relevante en el contexto) lo ve como una negación del sistema de clasificación del apartheid.
Debates similares se extienden a otros dos personajes de las novelas de Coetzee, la muchacha bárbara de Esperando a los Bárbaros y Viernes de Foe la adaptación de Robinson Crusoe.

### Michael K como individuo independiente

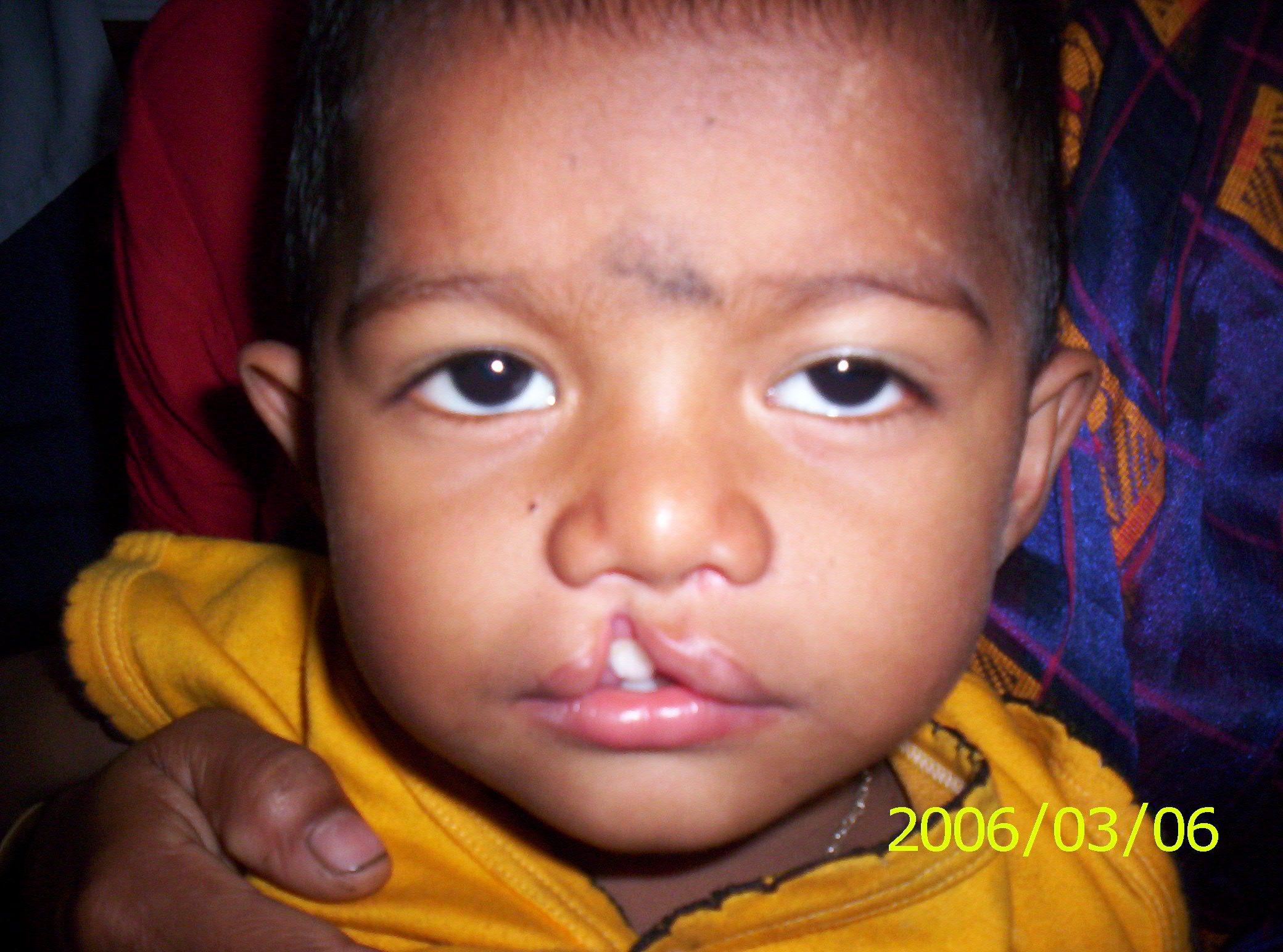
Un niño con "labio leporino" (labio leporino y paladar hendido)

Derek Attridge ve en el rasgo físico más destacado de Michael, el labio leporino, una prueba de que él, como personaje, está fuera del discurso ideológico: la impronta psicológica que recibió de esta deformación, y el consiguiente rechazo de su madre, no se basa en su clasificación en un grupo social, sino en una característica individual. Para él, la figura de Michael K, por lo tanto, no debe leerse como representante de un grupo de población específico, sino como un individuo que, en cierto modo, se sitúa fuera de todas las categorizaciones posibles, y también lucha por ese estatus tratando de evitar todas las obligaciones interpersonales. Michael K declara expresamente su deseo de no tener hijos a su cargo y desaparecer sin dejar rastro en la medida de lo posible después de su muerte.

### Referencias a otros textos

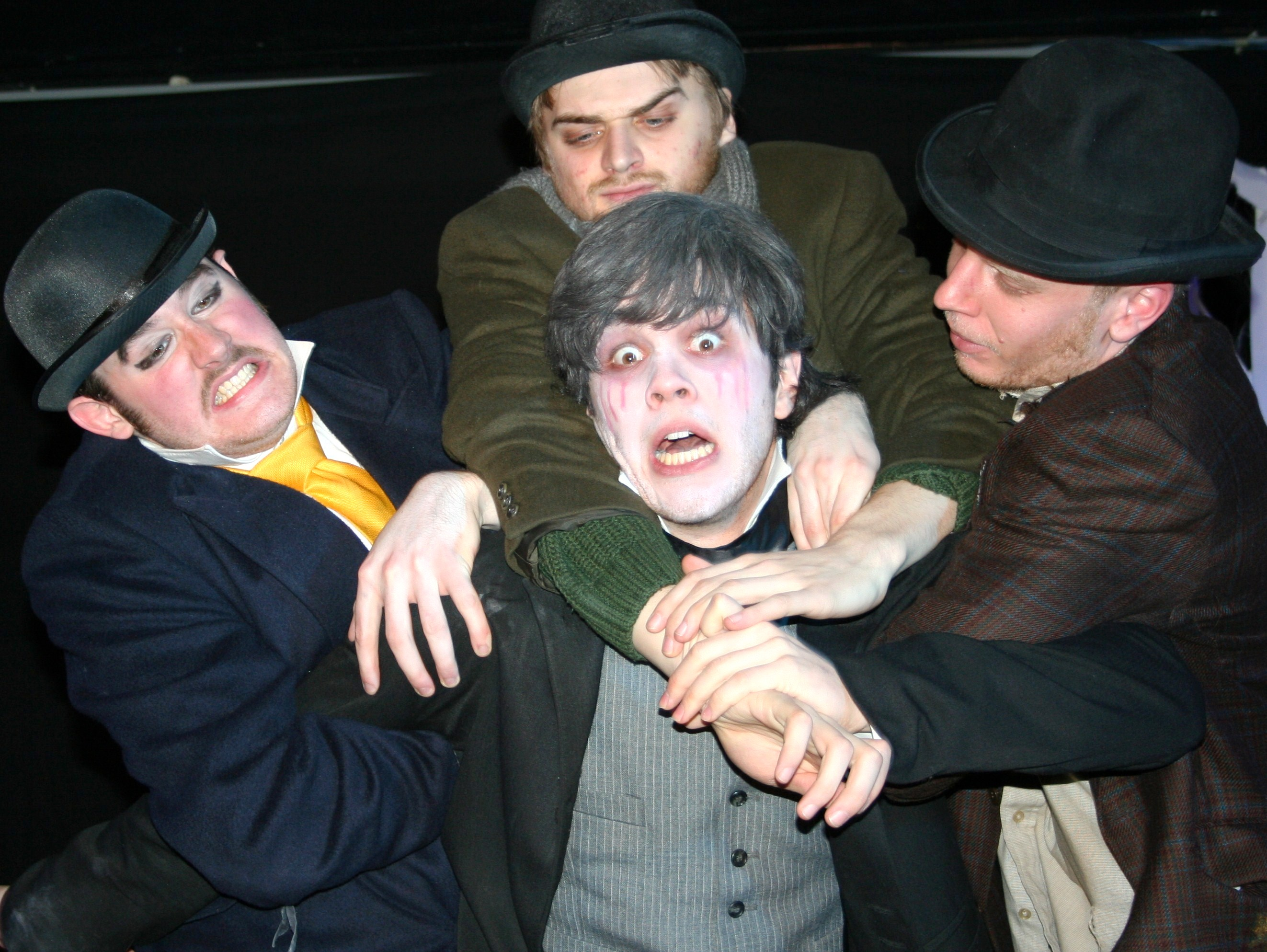
Escena de una producción de Esperando a Godot. En su temática marginal, la novela de Coetzee se basa en varias obras de Beckett.

### Crítica

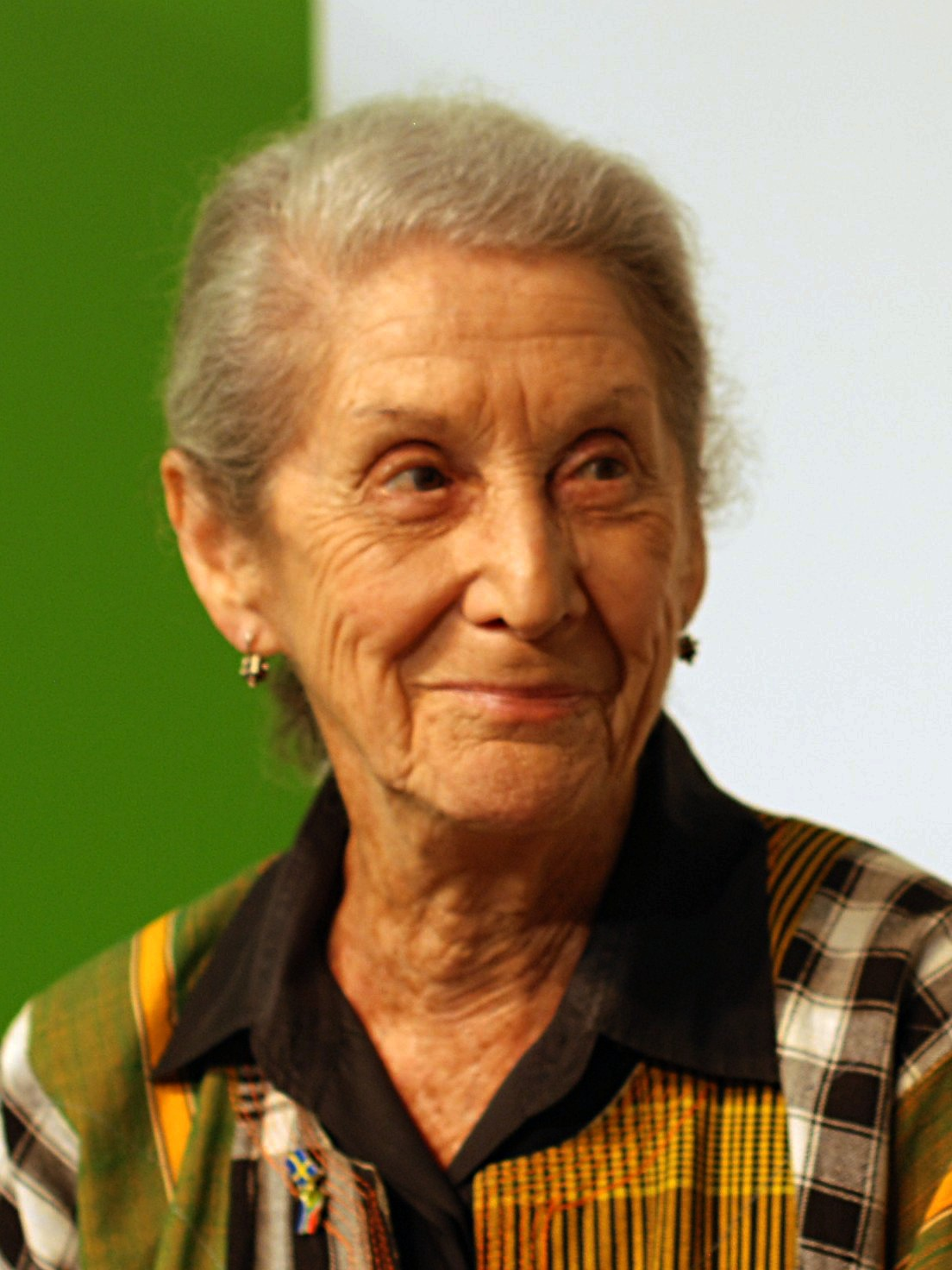
Nadine Gordimer 2010